# Stadio Azadi
Lo stadio Azadi (in persiano ورزشگاه آزادی‎ varzeshgāh-e āzādi, it. "stadio della Libertà"), già noto come stadio Aryamehr (in persiano ورزشگاه آریامهر‎, varzeshgāh-e āryāmehr, it. "stadio Luce degli ariani"), è uno stadio di calcio di Teheran, in Iran, situato nella zona occidentale della capitale, nel distretto di Ekbatan. 
Inaugurato nel 1971 per ospitare i Giochi asiatici del 1974, ufficialmente può contenere 78 116 persone, sebbene la capienza complessiva ammonti a 100 000 spettatori e sia arrivato ad ospitare anche 120 000 persone, come nello spareggio per Francia 1998 tra Iran e Australia del novembre 1997, quando fu stabilito il record di affluenza dell'impianto.
Situato nel cuore della capitale iraniana, fa parte di un vasto complesso sportivo, denominato Azadi, che comprende un fiume in cui si pratica il canottaggio, vari campi da calcio, una struttura dove si pratica il sollevamento pesi, svariate piscine, palazzetti dove si pratica la pallavolo e il calcio a 5. È il quarto stadio più grande al mondo, il terzo in Asia e il primo in Iran e nel Medio Oriente.
Ospita le partite della nazionale iraniana di calcio, del Persepolis e dell'Esteghlal, che militano nella massima divisione del campionato iraniano di calcio.

## Storia
Lo stadio Azadi fu costruito dalla Arme Construction Company e fu progettato da Skidmore, Owings and Merrill per la settima edizione dei Giochi asiatici, tenutisi nel 1974. Furono adottati criteri internazionali e fu scelta un'area di 450 ettari. Nell'ospitare le partite della nazionale iraniana di calcio sostituì lo stadio Amjadieh. 
Lo stadio fu concepito come parte di un complesso sportivo molto ampio, che avrebbe incluso numerosi luoghi atti ad ospitare vari sport per consolidare la candidatura dell'Iran ad ospitare i Giochi olimpici estivi. 
Nell'agosto del 1975 lo Scià di Persia Mohammad Reza Pahlavi, il sindaco di Teheran e il presidente del Comitato olimpico iraniano mandarono una lettera formale al Comitato Olimpico Internazionale (CIO) per presentare la candidatura ad ospitare le Olimpiadi del 1984. Lo stadio era il punto centrale della candidatura: l'impianto avrebbe necessitato solo di piccole modifiche per divenire il principale stadio olimpico. L'instabilità politica dell'Iran alla fine degli anni '70 indusse, tuttavia, Teheran a ritirare la propria candidatura, lasciando la strada libera a Los Angeles, unica città rimasta in corsa per ospitare l'importante evento.
Le prime ristrutturazioni dello stadio iniziarono nel 2002, quando furono installati seggiolini ai livelli inferiori e il terreno di gioco fu sostituito, oltre ad essere dotato di un sistema sotterraneo di riscaldamento. Il programma prevedeva anche l'installazione di seggiolini ai livelli superiori e fu completato nel 2003. A causa di queste modifiche la capienza dello stadio scese ben al di sotto dei 100 000 posti. Migliorie successive e l'adeguamento agli standard di sicurezza internazionali portarono nel 2016 la capienza agli attuali 78 116 posti. 
Nel 2004 fu installato un grande maxischermo della superficie di 300 metri quadrati (area a schermo di 104 metri quadrati), tra i più grandi al mondo.
Nel marzo 2005, malgrado la riduzione della capienza, per la partita tra Iran e Giappone valida per le eliminatorie del campionato del mondo 2006 lo stadio ospitò 100 000 persone, assembramento che provocò la morte di 5 e il ferimento di 40 persone. 
Dal 1982 l'accesso delle donne allo stadio è proibito per legge.
Nel giugno 2018 alle donne è stato concesso in via eccezionale l'accesso allo stadio Azadi per assistere sui maxischermi alla partita del campionato del mondo 2018 tra Iran e Spagna. Le donne sono così entrate allo stadio con gli uomini la prima volta dopo la rivoluzione del 1979. Nell'ottobre 2018 alcune donne iraniane (circa 300) hanno potuto assistere a una partita di calcio allo stadio Azadi, l'amichevole tra Iran e Bolivia, benché fossero quasi tutte mogli o parenti dei calciatori e sotto stretto controllo delle autorità. 
Nell'ottobre 2019 il match di qualificazione al campionato del mondo 2022 tra Iran e Cambogia, terminato 14-0 per i padroni di casa, fu la prima partita a cui poterono assistere migliaia di tifose, infrangendo così un tabù quarantennale per il paese asiatico. Alle donne furono messi a disposizione 3 500 posti in un impianto sportivo che ha una capienza di oltre 78 000 spettatori.